# Mundare
Mundare is een plaats (town) in de Canadese provincie Alberta en telt 712 inwoners (2006).